# Hermannshof (Bayreuth)
Hermannshof ist ein Gemeindeteil der kreisfreien Stadt Bayreuth im bayerischen Regierungsbezirk Oberfranken. Hermannshof liegt in der Gemarkung Bayreuth.

## Geografie
Östlich der Einöde grenzt der Forst Sankt Georgen an. Ein Anliegerweg führt zu einer Gemeindeverbindungsstraße (0,7 km südlich), die nordwestlich nach Cottenbach bzw. südöstlich nach Bayreuth verläuft.

## Geschichte
Hermannshof wurde in der ersten Hälfte des 19. Jahrhunderts auf dem Gemeindegebiet von Cottenbach gegründet. Am 1. April 1939 wurde Hermannshof nach Bayreuth eingegliedert.

### Einwohnerentwicklung
| Jahr      | 001822 | 001861 | 001871 | 001885 | 001900 | 001925 | 001950 | 001961 | 001970 | 001987 |
| Einwohner | 6      | 14     | 14     | 18     | 13     | 18     | 22     | 11     | 12     | 11     |
| Häuser    | 1      |        |        | 2      | 2      | 2      | 2      | 2      |        | 2      |
| Quelle    | [ 9 ]  | [ 10 ] | [ 11 ] | [ 12 ] | [ 13 ] | [ 14 ] | [ 15 ] | [ 16 ] | [ 17 ] | [ 1 ]  |

## Religion
Hermannshof ist evangelisch-lutherisch geprägt und nach St. Georgen (Bayreuth) gepfarrt.